# Красные колокола. Фильм 1. Мексика в огне
«Красные колокола. Фильм 1. Мексика в огне» — фильм режиссёра Сергея Бондарчука о событиях Мексиканской революции 1910—1917 гг. В основу фильма положена книга Джона Рида «Восставшая Мексика», а также факты из биографии писателя. Первая часть дилогии «Красные колокола».

## Сюжет
1913 год. Мексика. В стране полыхает гражданская война. Две крестьянские армии, возглавляемые Эмилиано Сапатой на юге и Франсиско («Панчо») Вильей на севере с тяжёлыми боями продвигаются к столице, занятой войсками диктатора генерала Уэрты. В самый разгар боёв в северную армию прибывает американский журналист Джон Рид с целью взять интервью у лидера восставших крестьян Панчо Вильи.

## В ролях
- Франко Неро — Джон Рид
- Урсула Андресс — Мэйбл Додж
- Хорхе Луке[исп.] — Эмилиано Сапата
- Эраклио Сепеда — Панчо Вилья
- Бланка Герра — Изабель
- Хорхе Рейносо — Лангиноса, боец армии Вильи
- Мирдза Мартинсоне — Бесси Битти
- Алексей Емельянов — Инженер[1]
- Тенгиз Даушвили — Сталин

## Награды
- Главный приз «Хрустальный глобус» — МКФ в Карловых Варах 1982 год;
- Приз Союза журналистов СССР — Сергей Бондарчук, 1982 год, МКФ в Ташкенте;
- Государственная премия СССР — Сергей Бондарчук, 1984 год;
- Государственная премия СССР — Вадим Юсов, 1984 год.